# Neobrettus nangalisagus
Neobrettus nangalisagus är en spindelart som beskrevs av Alberto Barrion 200. Neobrettus nangalisagus ingår i släktet Neobrettus och familjen hoppspindlar. Inga underarter finns listade i Catalogue of Life.